# Palladius (Bischof)
Palladius († ca. 457/461) war ein Missionsbischof in Irland. Er wird als Heiliger verehrt. Sein Gedenktag ist der 6. Juli.

## Leben und Wirken
Vermutlich war er zunächst Diakon bei Germanus von Auxerre. Er hatte eine Frau und eine Tochter, doch machte er sich um 408 unter dem Einfluss des Pelagianismus nach Sizilien auf, um dort ein asketisches Leben zu führen. Später ging er nach Rom, wo er möglicherweise Coelestin I. dazu bewog, Germanus von Auxerre zur Mission nach Britannien zu schicken. Palladius selbst wird seine pelagianischen Ansichten abgelegt haben. Offenbar wurde er im Jahr 431 nach Irland als Missionsbischof geschickt, wobei er sich auf die Provinz Leinster konzentrierte, während der nahezu parallel agierende Patrick in Ulster und Connacht missionierte.
Bei den Angaben zu Palladius’ Leben ist zu berücksichtigen, dass aus den Quellen nicht sicher hervorgeht, ob es sich bei den verschiedenen Erwähnungen eines Palladius immer um dieselbe Person handelt.